# Volby v Andoře
Volby v Andoře jsou svobodné. Voliči volí do jednokomorového parlamentu 28 poslanců na čtyřleté volební období. Všeobecné volební právo platí od roku 1969 a demokratická ústava byla přijata v roce 1994.

## Dominantní politické strany
- Andorrští demokraté
- Andorrská liberální strana
- Sociálnědemokratická strana
- Andorra za změnu
- Andorrští zelení